# Microcyclus ulei
O Microcyclys ulei é o agente causal da doença conhecida como Mal-das-folhas da seringueira .

## História
A região amazônica do Brasil e do Peru constituíam, até o início do século XX, o principal centro produtor de borracha natural. A produção era oriunda da própria floresta amazônica, centro de origem da Seringueira, de árvores que cresciam naturalmente na floresta. O auge da produção foi alcançado na década de 20, com o estabelecimento de plantações de propriedade da Ford Motors Company nos arredores da cidade de Santarém, sendo que em 1928 mais de 4.000 hectares de Hevea brasiliensis já haviam sido plantados. Em 1934 uma violenta epidemia do fungo Microcyclus ulei fez com que os seringais tivessem de ser abandonados. Em 1942 foi feita uma nova tentativa de cultivo da planta, com mais de 6.478 ha plantados, porém uma nova infestação levou ao abandono definitivo do projeto. O Mal-das-folhas fez com que o Brasil passasse de exportador e principal produtor de borracha para a condição de importador do produto .